# رافاييل روبلس
رافاييل روبلس (بالإنجليزية: Rafael Robles)‏ هو لاعب كرة قاعدة دومينيكاوي، ولد في 20 أكتوبر 1947 في سان بيدرو دي ماكوريس في جمهورية الدومينيكان، وتوفي في 13 أغسطس 1998 في نيويورك في الولايات المتحدة.

## وصلات خارجية
- رافاييل روبلس على موقعبيزبول رفرنس.كوم (الدوري الرئيسي) (الإنجليزية)